# Obytitschna
Die Obytitschna (ukrainisch Обитічна) ist der drittlängste Zufluss des Asowschen Meeres in der ukrainischen Oblast Saporischschja.
Der Küstenfluss entspringt im Asowschen Hochland westlich von Smyrnowe (Смирнове) und fließt, bis auf die letzten 17 km, die er parallel zur Küste des Asowschen Meeres verläuft, von Norden nach Süden. Er mündet östlich der Stadt Prymorsk, die er zuvor durchfließt, bei dem Dorf Preslaw in das Ramsar-Gebiet Obytitschnabucht des Asowschen Meeres.
Die Obytitschna hat eine Länge von 96,1 km und ein Einzugsgebiet von 1437 km². Die Hauptnebenflüsse sind: rechtsseitig der 24 Kilometer lange Tschokrak und der 12 Kilometer lange Sassykulak; linksseitig die 70 Kilometer lange Kiltytschtschja.